# 中宏之
中宏之（なか ひろゆき、1964年1月14日 - ）は日本の経営家。伊藤忠商事代表取締役執行役員。

## 来歴
大阪府寝屋川市出身。京都大学経済学部経営学科卒業。1987年 伊藤忠商事（株）入社。同年5月 シーアイ繊維原料サービス（株）へ出向。
2019年4月 伊藤忠商事（株）執行役員兼業務部長兼CP･CITIC戦略室長。2021年4月 同社（株）CDO・CIO兼業務部長兼CP･CITIC戦略室長。2022年6月 同社（株）CSO兼CDO・CIO兼業務部長兼CP･CITIC戦略室長。2023年4月1日 同社（株）代表取締役執行役員CSO兼グループCEOオフィス長。

## 略歴
- 1987年4月：伊藤忠商事（株）入社。
- 1987年5月：シーアイ繊維原料サービス（株）へ出向[2]。
- 1989年7月：伊藤忠商事（株）名古屋支社繊維部短繊維原料第二課[2]。
- 1995年6月：伊藤忠商事（株）毛合繊部毛合繊第一課[2]。
- 2003年1月：（株）伊藤忠繊維研究所へ出向。
- 2005年4月：伊藤忠商事（株）繊維事業・審査部繊維審査第二チーム。
- 2005年5月：伊藤忠商事（株）繊維経営企画部。
- 2011年4月：伊藤忠商事（株）業務部。
- 2015年4月：伊藤忠商事（株）業務部長代行。
- 2016年4月1日：伊藤忠商事（株）食品流通部門長代行。
- 2018年4月：伊藤忠商事（株）業務部長。
- 2019年4月：伊藤忠商事（株）執行役員 兼 業務部長 兼 CP･CITIC戦略室長。
- 2021年4月：伊藤忠商事（株）CDO・CIO 兼 業務部長 兼 CP･CITIC戦略室長。
- 2022年6月：伊藤忠商事（株）CSO 兼 CDO・CIO 兼 業務部長 兼 CP･CITIC戦略室長。
- 2023年4月1日：伊藤忠商事（株）代表取締役執行役員CSO 兼 グループCEOオフィス長[3]。
- 2024年6月：伊藤忠商事（株）代表取締役執行役員CXO 兼 グループCEOオフィス長。